# In My Dream (With Shiver)
"In My Dream (With Shiver)" é o segundo single da banda de rock japonesa Luna Sea, lançado em 21 de julho de 1993 pela MCA Victor e incluído no álbum Eden.

## Visão geral
A versão single de "In My Dream (With Shiver)" é levemente diferente da versão presente no álbum Eden. As duas canções foram compostas pelo baixista J. "Slave", título do lado-B, é também o nome do fã-clube oficial da banda. Esta canção existe desde os primeiros anos da banda e foi candidata a fazer parte dos álbuns anteriores, sendo finalmente lançada neste single.

## Recepção e legado
O single alcançou a 9ª posição na Oricon Singles Chart, permanecendo nas paradas por quatro semanas. "In My Dream (With Shiver)" foi regravada pela banda LM.C para o álbum tributo Luna Sea Memorial Cover Album.

## Faixas
Todas as letras escritas por Ryuichi, todas as músicas compostas por J.
| N.º            | Título                      | Duração |  |
| 1.             | "In My Dream (With Shiver)" | 5:16    |  |
| 2.             | "Slave"                     | 3:29    |  |
| Duração total: | Duração total:              | 8:45    |  |

## Ficha técnica
Luna Sea
- Ryuichi - vocais
- Sugizo - guitarra
- Inoran - guitarra
- J - baixo
- Shinya - bateria